# Liste der denkmalgeschützten Objekte in Klösterle
Die Liste der denkmalgeschützten Objekte in Klösterle enthält die 8 denkmalgeschützten, unbeweglichen Objekte der Gemeinde Klösterle im Bezirk Bludenz.

## Denkmäler
| Foto |                 | Denkmal                                                                                                  | Standort                                     | Beschreibung | Metadaten |
| ---- | --------------- | --- | -------------------------------------------- | --- | --- |
| ja   | Datei hochladen | Kapelle Schmerzhafte Maria HERIS-ID: 74788 Objekt-ID: 88224                                              | Danöfen Standort KG: Klösterle               | Die Kapelle mit Glockentürmchen und eingezogenem Chor wurde 1897 in neugotischem Stil erbaut. Am Altar steht eine Figur der Pietà aus dem späten 19. Jahrhundert. | BDA-Hist.: Q38136821 Status: § 2a Stand der BDA-Liste: 2025-06-30 Name: Kapelle Schmerzhafte Maria GstNr.: .289 Kapelle Schmerzhafte Maria, Klösterle                                                                         |
| ja   | Datei hochladen | Kath. Pfarrkirche hl. Johannes der Täufer HERIS-ID: 74783 Objekt-ID: 88219                               | Klösterle 65, bei Standort KG: Klösterle     | Von 1974 bis 1976 erfolgte mit Architekt Clemens Holzmeister ein Neubau der Kirche. Der Kirchturm der barocken Vorgängerkirche von 1609 blieb erhalten. | BDA-Hist.: Q22997843 Status: § 2a Stand der BDA-Liste: 2025-06-30 Name: Kath. Pfarrkirche hl. Johannes der Täufer GstNr.: .1 Pfarrkirche hl. Johannes der Täufer, Klösterle                                                   |
| ja   | Datei hochladen | Wohnhaus, Haus Sibille HERIS-ID: 74847 Objekt-ID: 88291                                                  | Klösterle 69 Standort KG: Klösterle          | Dieses durch sein Walmdach und seine massive Steinbauweise sich von den anderen Bauwerken Klösterles abhebende Haus wurde 1848 nach den bis in die Gegenwart erhaltenen Plänen für Johann Georg Bitschnau errichtet. Der ehemals zugehörige Stall, im Kern aus dem 14. Jahrhundert, fiel unter Missachtung des Denkmalschutzes einem Abriss zum Opfer.                                      | BDA-Hist.: Q38137079 Status: § 2a Stand der BDA-Liste: 2025-06-30 Name: Wohnhaus, Haus Sibille GstNr.: .8 Klösterle Haus Wartes                                                                                               |
| ja   | Datei hochladen | Tunnelportal Langen HERIS-ID: 74776 Objekt-ID: 88212                                                     | Langen am Arlberg Standort KG: Klösterle     | Direkt östlich des Langener Bahnhofs befindet sich das Westportal des 1884 eröffneten Arlberg-Eisenbahntunnels. | BDA-Hist.: Q64031997 Status: Bescheid Stand der BDA-Liste: 2025-06-30 Name: Tunnelportal Langen GstNr.: 1615/3 Tunnelportal Langen                                                                                            |
| ja   | Datei hochladen | Expositurkirche hl. Theresia vom Kinde Jesu mit Friedhof und Ummauerung HERIS-ID: 74781 Objekt-ID: 88217 | Langen am Arlberg 316 Standort KG: Klösterle | Die Expositurkirche in Langen wurde 1929 nach Plänen von Hans Feßler erbaut und 1930 geweiht. | BDA-Hist.: Q21279402 Status: § 2a Stand der BDA-Liste: 2025-06-30 Name: Expositurkirche hl. Theresia vom Kinde Jesu mit Friedhof und Ummauerung GstNr.: .316, 590/7 Expositurkirche hl. Theresia vom Kinde Jesu, Klösterle    |
| ja   | Datei hochladen | Kath. Pfarrkirche Unserer Lieben Frau Mariä Geburt mit Friedhof HERIS-ID: 74777 Objekt-ID: 88213         | Stuben 24 Standort KG: Klösterle             | Die Kirche steht auf einem Hügel im Süden des Dorfes und ist von einem ummauerten Friedhof umgeben. Das barocke Langhaus aus 1696 steht mit dem eingezogenen gotischen Chor aus 1507 unter einem gemeinsamen Satteldach. Im Westen des Langhauses ist ein Schulgebäude angebaut. Der Nordturm steht am Langhaus.                                                                            | BDA-Hist.: Q23541712 Status: § 2a Stand der BDA-Liste: 2025-06-30 Name: Kath. Pfarrkirche Unserer Lieben Frau Mariä Geburt mit Friedhof GstNr.: .193/1, 1323, .193/2 Unserer Lieben Frau Mariä Geburt mit Friedhof, Klösterle |
| ja   | Datei hochladen | Flur-/Wegkapelle, 14 Nothelfer, Zur schmerzhaften Muttergottes HERIS-ID: 56374 Objekt-ID: 65742          | Hof Standort KG: Klösterle                   | Die Kapelle der Vierzehn Nothelfer wurde 1823 erbaut. Sie hat einen rechteckigen Grundriss, ein Satteldach und einen offenen Raum, in dem sich unter einem Tonnengewölbe die Altarnische befindet. Das Altarbild vom Typ Mariahilf wurde von dem Wundarzt Jakob Sturm zu Schildried, seiner Frau Agathe Schuler und seiner Tochter Anna Katharina im Jahr 1738 gestiftet und 1873 erneuert. | BDA-Hist.: Q38071763 Status: § 2a Stand der BDA-Liste: 2025-06-30 Name: Flur-/Wegkapelle, 14 Nothelfer, Zur schmerzhaften Muttergottes GstNr.: .311 Klösterle Kapelle 14 Nothelfer                                            |
| ja   | Datei hochladen | Lourdeskapelle HERIS-ID: 74796 Objekt-ID: 88233                                                          | Standort KG: Klösterle                       | Die neugotische Kapelle mit Spitzbogenportal und leicht eingezogenem Dreiachtelchor steht im Norden des ummauerten Friedhofs. | BDA-Hist.: Q38136864 Status: § 2a Stand der BDA-Liste: 2025-06-30 Name: Lourdeskapelle GstNr.: 19 Klösterle Lourdeskapelle |

## Ehemalige Denkmäler
| Foto |                 | Denkmal                                                    | Standort                                | Beschreibung | Metadaten |
| ---- | --------------- | ---------------------------------------------------------- | --------------------------------------- | --- | --- |
| ja   | Datei hochladen | Wirtschaftsgebäude „Wartes Stall“ Objekt-ID: 88221bis 2013 | bei Klösterle 67 Standort KG: Klösterle | Die bauhistorische Untersuchung zum Wartes Stall in Klösterle ergab Fakten, die eine komplexe Baugeschichte belegen. Älteste Hölzer konnten in das Jahr 1393 datiert werden, seit dem 14. Jahrhundert lassen sich Baumaßnahmen für jedes darauf folgende Jahrhundert bis 1953 nachweisen. Mittlerweile wurde der Stall größtenteils abgetragen. | BDA-Hist.: Q106676589 Status: § 2a Stand der BDA-Liste: 2013-06-28 Name: Wirtschaftsgebäude GstNr.: .52 Klösterle Wartes Stall |